# Área metropolitana de Cumberland
El área metropolitana de Cumberland, Cumberland Metro o Área Estadística Metropolitana de Hagerstown-Martinsburg, MD-WV MSA como la denomina oficialmente la Oficina de Administración y Presupuesto, es un Área Estadística Metropolitana centrada en la ciudad de Cumberland, abarcando parte de los estados estadounidenses de Maryland y Virginia Occidental. El área metropolitana tiene una población de 103.299 habitantes según el Censo de 2010, convirtiéndola en la 339.º área metropolitana más poblada de los Estados Unidos.

## Composición
Los 2 condados del área metropolitana, junto con su población según los resultados del censo 2010:
- Condado de Allegany (Maryland) – 75.087 habitantes
- Condado de Mineral (Virginia Occidental) – 28.212 habitantes

## Comunidades más pobladas del área metropolitana
- Cumberland (Maryland) 21.591 habitantes
- Frostburg (Maryland) 7.529 habitantes
- Cresaptown-Bel Air (Maryland) 5.900 habitantes
- Keyser (Virginia Occidental) 5.132 habitantes
- La Vale (Maryland) 4.658 habitantes